# Percy Heath

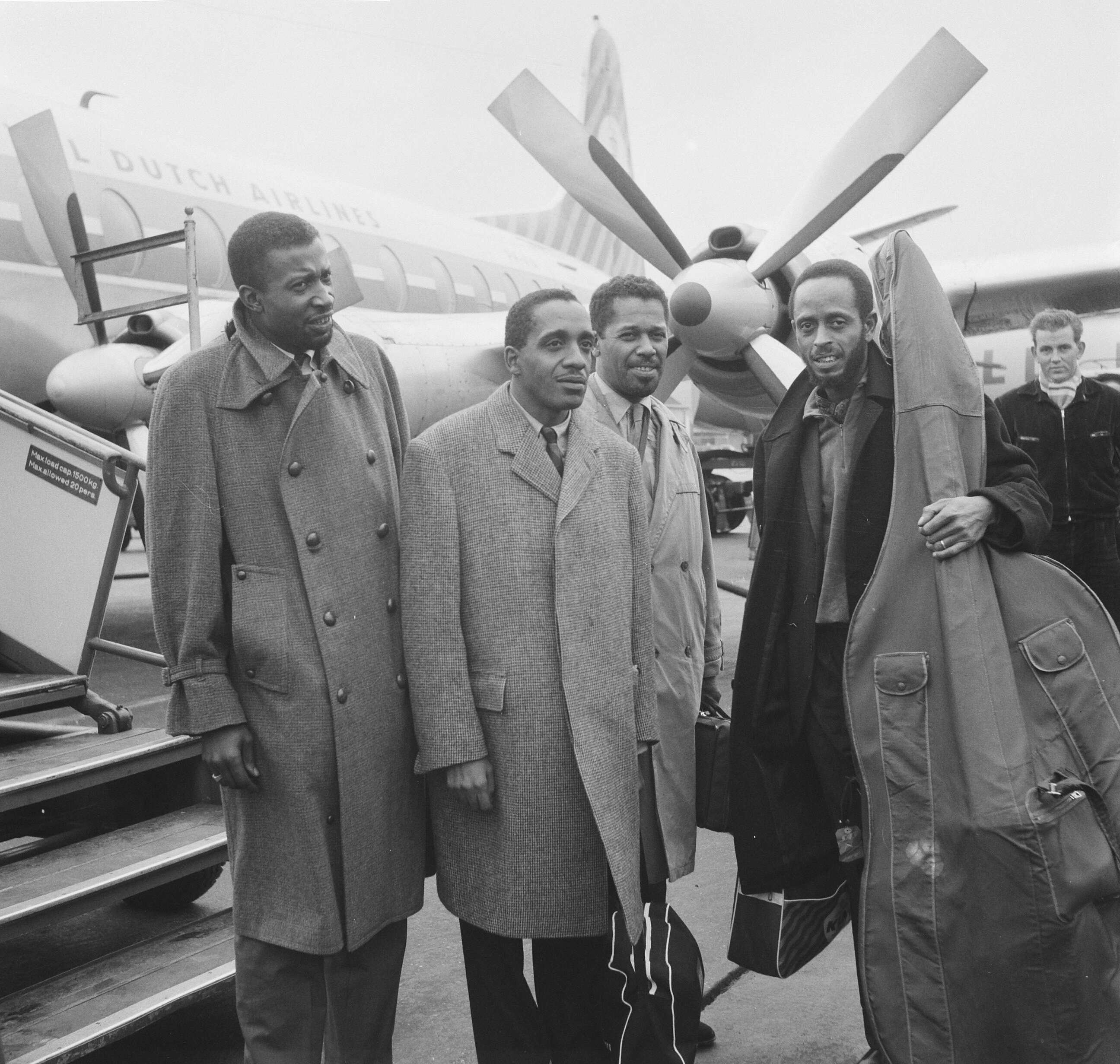
Modern Jazz Quartet na lotnisku Schiphol w Amsterdamie, 1961. Od lewej: Connie Kay, John Lewis, Milt Jackson i Percy Heath

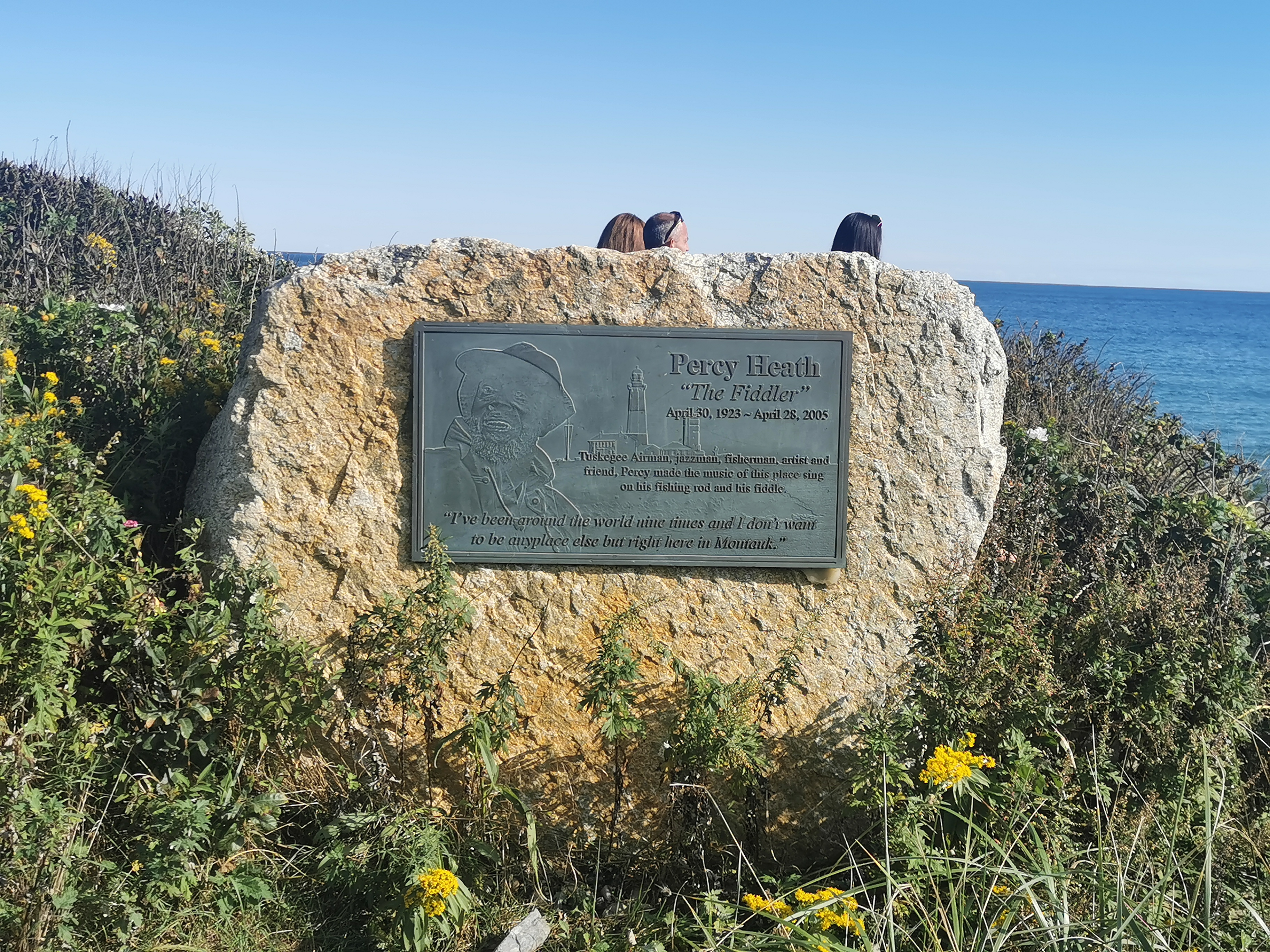
Tablica upamiętniająca Percy’ego Heatha – wędkarza i muzyka, Montauk Point

Percy Leroy Heath (ur. 30 kwietnia 1923 w Wilmington, zm. 28 kwietnia 2005 w Southampton) w stanie Nowy Jork – afroamerykański kontrabasista jazzowy. Starszy brat znanych jazzmanów – saksofonisty Jimmy’ego i perkusisty Alberta. Laureat NEA Jazz Masters Award 2002.

## Życiorys
Urodził się w muzykalnej rodzinie. Początkowo wychowywał się w Filadelfii. Jego ojciec był mechanikiem samochodowym i występującym w weekendy klarnecistą–amatorem. Wypożyczał z lombardu klarnet i grał w orkiestrze marszowej w Filadelfii. Matka, Arlethia z d. Wall, śpiewała w chórze kościelnym. Miał troje rodzeństwa: siostrę Elizabeth i dwóch braci – Jimmy’ego i Alberta. Wszyscy w domu słuchali płyt z nagraniami popularnych wówczas big-bandów jazzowych. Mając osiem lat dostał skrzypce, następnie grał w orkiestrze szkolnej. Niestety z powodu panującego kryzysu ojciec często pozostawał bez pracy i dzieci zostały wysłane do dziadków, którzy prowadzili sklep spożywczy w Wilmington w Karolinie Północnej. Na wakacje letnie wracały do Filadelfii.
W 1944 otrzymał powołanie do wojska. Został przydzielony do The Tuskegee Airmen, jednostki lotniczej dla Afroamerykanów, w której odbył szkolenie pilota na myśliwcach P-40 Warhawk i P-47 Thunderbolt. Po zakończeniu II wojny światowej odszedł z wojska w stopniu podporucznika, nigdy nie uczestnicząc w działaniach bojowych.
Zdecydowawszy, że zostanie muzykiem, kupił kontrabas i w 1946 podjął naukę w The Granoff School of Music w Filadelfii. W tym czasie współpracował z pianistą Redem Garlandem. Następnie otrzymał angaż w zespole miejscowego klubu Down Beat. Poznał wtedy trębacza bebopowego Howarda McGhee i wraz ze swoim bratem Jimmym, saksofonistą, dołączył w 1947 do jego sekstetu. W 1949 jako członkowie zespołu McGhee wystąpili na pierwszym Międzynarodowym Festiwalu Jazzowym w Paryżu. Po powrocie z Europy bracia Heathowie zamieszkali w Nowym Jorku. Tam Percy współpracował z ikonami powojennego jazzu – Charlie’em Parkerem, Theloniousem Monkiem, Milesem Davisem i Sonnym Rollinsem. W latach 1950–1952 on i Jimmy ponownie połączyli siły, grając w sekstecie Dizzy’ego Gillespiego. W 1951 czterej członkowie zespołu Gillespiego założyli jedną z najsłynniejszych formacji jazzowych – Modern Jazz Quartet (MJQ). Byli to: pianista John Lewis, wibrafonista Milt Jackson, kontrabasista Ray Brown i perkusista Kenny Clarke. Kiedy Brown, na którym początkowo Percy się wzorował, przeszedł do orkiestry swojej żony – Elli Fitzgerald, właśnie Percy zastąpił go w kwartecie w 1952. W zespole grał do jego rozwiązania w 1974. W tym czasie pobrał lekcje u Charlesa Mingusa, żeby poprawić intonację instrumentu. MJQ został reaktywowany w 1983 i z przerwami działał do 1997.
Zanim w 1975 założył wraz z braćmi grupę The Heath Brothers, pracował z Sarą Vaughan. W zespole braci na fortepianie grał Stanley Cowell. The Heath Brothers występowali i nagrywali przez ponad dwadzieścia lat. W późniejszym okresie istnienia zespołu Percy częściej niż na kontrabasie grał na wiolonczeli.
W 2003 nagrał swój pierwszy album jako lider. Płyta, opatrzona tytułem A Love Song, ukazała się w 2004. W jej nagraniu wziął udział m.in. jego brat Albert. Jako sideman w ciągu przeszło 57-letniej kariery wziął udział w ponad trzystu sesjach nagraniowych.
Przez szereg lat zmagał się z nowotworem kości. Niestety choroba okazała się silniejsza. Zmarł dwa dni przed 82. rocznicą urodzin.

Leonard Feather: Percy Heath był jednym z najlepszych sidemanów w historii jazzu. Jego instrumentalna wirtuozeria i rzadka umiejętność inspirowania muzyków z zespołu do lepszej gry, sprawiały że był motorem napędowym kilku wielkich formacji w historii współczesnego jazzu.

### Małżeństwo i dzieci
Był żonaty z June. Ich związek trwał do końca jego życia. Mieli trzech synów: Percy’ego juniora, Jasona i Stuarta.

### Wędkarstwo
Przez kilka dziesięcioleci z zapałem uprawiał wędkarstwo. Łowił przede wszystkim skalniki prążkowane na brzegach Atlantyku w okolicy Montauk w stanie Nowy Jork. Spędzał z wędką większość wolnego czasu. Cieszył się dużym szacunkiem lokalnej społeczności oraz innych wędkarzy. Łowił przeważnie sportowo z brzegu lub ze swojej łodzi motorowej o nazwie „Fiddler” („Skrzypek”). Takie samo miano nadali mu miejscowi. W maju 2006 w Zatoce Żółwi w Montauk zamontowano na wielkim głazie upamiętniającą go tablicę.

## Wybrana dyskografia
- 2004 A Love Song (Daddy Jazz Records)

### Jako sideman
Modern Jazz Quartet
- 1952 Vendome (Prestige)
- 1953 The Modern Jazz Quartet with Milt Jackson, Percy Heath, John Lewis, Kenny Clarke (Prestige)
- 1955 
  - Concorde (Prestige)
  - The Modern Jazz Quartet (Prestige)
- 1956
  - Django (Prestige)
  - Fontessa (Atlantic)
- The Quartet (Savoy)
- 1957
  - The Modern Jazz Quartet (Atlantic)
  - At The Opera House – The Modern Jazz Quartet and the Oscar Peterson Trio (Verve)
  - The Modern Jazz Quartet Plays „One Never Knows”  – Original Film Score for „No Sun In Venice” (Atlantic)
- 1958
  - The Modern Jazz Quartet Play the Music of John Lewis (Esquire)
- 1959
  - The Modern Jazz Quartet at Music Inn – Guest Artist: Sonny Rollins – Vol. 2 (Atlantic)
  - Music from „Odds Against Tomorrow” Played by The Modern Jazz Quartet (United Artists)
- 1960 
  - Pyramid (Atlantic)
  - The Modern Jazz Quartet – European Concert (Atlantic)
- 1961
  - The Modern Jazz Quartet & Orchestra (Atlantic)
  - The Modern Jazz Quartet – Volume One – European Concert (Atlantic)
  - The Modern Jazz Quartet – Volume Two – European Concert (Atlantic)
- 1962
  - Lonely Woman (Atlantic)
  - The Comedy (Atlantic)
- 1964
  - A Quartet is a Quartet is a Quartet – The Modern Jazz Quartet–Quartetto Di Milano–The Hungarian Gypsy Quartet
  - Collaboration – The Modern Jazz Quartet with Laurindo Almeida (Atlantic)
  - The Sheriff (Atlantic)
- 1965
  - Modern Jazz Quartet – Plays for Lovers (Atlantic)
  - The Modern Jazz Quartet Plays George Gershwin's Porgy and Bess (Atlantic)
- 1966
  - Third Stream Music – The Modern Jazz Quartet & Guests – The Jimmy Giuffre Three & The Beaux Arts String Quartet (Atlantic)
  - Concert in Japan '66 (Atlantic)
  - Blues at Carnegie Hall (Atlantic)
  - Place Vendôme – The Swingle Singers with the Modern Jazz Quartet (Philips)
  - Jazz Dialogue – The Modern Jazz Quartet and The All-Star Jazz Band (Alantic)
- 1967 MJQ – Live at the Lighthouse (Atlantic)
- 1968
  - Under the Jasmin Tree (Apple)
  - Space (Apple)
- 1971 The Only Recorded Performance of Paul Desmond with the Modern Jazz Quartet (Finesse/Columbia)
- 1972
  - Plastic Dreams (Atlantic)
  - The Legendary Profile (Atlantic)
- 1973
  - In Memoriam (Little David)
  - Blues on Bach (Atlantic)
- 1975
  - The Last Concert (Atlantic)
  - The Modern Jazz Quartet – Concert In Japan Vol. 1 (Atlantic)
  - The Modern Jazz Quartet – Concert In Japan Vol. 2 (Atlantic)
- 1976 The Modern Jazz Quartet – Concert in Japan '66 (Atlantic)
- 1977
  - Modern Jazz Quartet – More From The Last Concert (Atlantic)
  - Modern Jazz Quartet – Rare Broadcast Performances (Ozone)
- 1981 Reunion at Budokan 1981 (Pablo)
- 1982 Together Again – Live at the Montreux Jazz Festival '82 (Pablo)
- 1984 Echoes (Pablo)
- 1986 „Topsy” – This One’s for Basie (Pablo)
- 1987 Three Windows (Atlantic)
- 1988 The Modern Jazz Quartet – For Ellingtonr (East-West Records)
- 1994 MJQ & Friends – A 40th Anniversary Celebration (Atlantic)
- 1995 Dedicated to Connie (Atlantic)
- 2006 Miles Davis European Tour '56 with The Modern Jazz Quartet & Lester Young (Definitive Records)

The Heath Brothers
- 1976 Marchin' On! –The Heath Brothers – Albert, Jimmy and Percy featuring Stanley Cowell (Strata-East)
- 1978The Heath Bros. – Passing Thru (Columbia)
- 1979 In Motion – Heath Bros. Plus Brass Choir Featuring Stanley Cowell (Columbia)
- 1980 Live at the Public Theater (Columbia)
- 1981 Expressions of Life (Columbia)
- 1982 Brotherly Love (Antilles)
- 1984 Brothers and Others (Antilles)
- 1987 The Heath Brothers – As We Were Saying... (Concord Jazz)
- 1988 Jazz Family (Concord Jazz)

## Odznaczenia i nagrody
- 1988 Oficer Orderu Sztuki i Literatury (Francja)[6]
- Doktorat honorowy Berklee College of Music[6]
- 2002 NEA Jazz Masters Award